# Батинова Коса
Батинова Коса је насељено место у општини Топуско, на Кордуну, Република Хрватска.

## Историја
Батинова Коса се од распада Југославије до августа 1995. године налазила у Републици Српској Крајини. До територијалне реорганизације у Хрватској насеље се налазило у саставу бивше велике општине Вргинмост.

## Становништво
Насеље је према попису становништва из 2011. године имало 50 становника.
| Националност       | 1991.        |
| Срби               | 149 (93,71%) |
| Хрвати             | 5 (3,14%)    |
| Југословени        | 0            |
| остали и непознато | 5 (3,14%)    |
| Укупно             | 159          |